# مارگارت دینگلدئین
مارگارت دینگلدئین (انگلیسی: Margaret Dingeldein؛ زادهٔ ۳۰ مهٔ ۱۹۸۰) بازیکن واترپلو اهل ایالات متحده آمریکا است.